# Visegrad 4 Kerekparverseny 2024
10-й выпуск  Visegrad 4 Kerekparverseny — шоссейной однодневной велогонки по дорогам Венгрии. Гонка прошла 6 июля 2024 года в рамках Европейского тура UCI 2024 (категория 1.2). Победу одержал словенский велогонщик Тилен Финкшт.

## Участники
| UCI Continental Teams (11)- Elkov-Kasper - Tufo-Pardus Prostějov - Pierre Baguette Cycling - Adria Mobil - MBH Bank Colpack Ballan - ATT Investments - Ljubljana Gusto Santic - AC Sparta Praha - Lubelskie Perła Polski - Dukla Banská Bystrica - Epronex-Hungary Cycling Team Национальная сборная- Польша Любительские, клубные или региональные команды (11)- ACS Development - Region Vest - Green Riders - Solme-Olmo - ARBÖ MiKo PV ON-Fahrrad - TC Chrobry Scott Głogów - Acélvakond - Lotus Team - PROefekt Across - Karcag Cycling - Team Forman Energetic |
| |

## Маршрут
Гонка протяжённостью более 138 километров стартовала в Будапеште и Финишировала в городе Паннонхальма.

## Ход гонки
По ходу гонки сформировалась группа лидеров из 25 человек. Поляки и словенцы были очень хороши в использовании ветра, создавая спринтерские поезда, которые сразу же решили гонку. В группу также входили Чиполлини и Маскиарелли. Затем из лидирующих осталось 9 гонщиков, которые растянулись более чем на 2 минуты. Первым финишировал Тилен Финкшт, за ним чех Мартин Волтр, и через 46 секунд итальянец Габриэль Казалини.

## Результаты
| \| Генеральная классификация \| Генеральная классификация \| Генеральная классификация \| Генеральная классификация \| Генеральная классификация \| \| Гонщик \| Гонщик \| Команда \| Время \| \| \| ------------------------- \| ------------------------- \| ------------------------- \| ------------------------- \| ------------------------- \| \| 1-й \| Тилен Финкшт \| Adria Mobil \| 3ч 03' 57 \| \| \| 2-й \| Мартин Вольтр \| Pierre Baguette Cycling \| + 2 \| \| \| 3-й \| Gabriele Casalini \| MBH Bank Colpack Ballan \| + 46 \| \| |                   |                         |           |
| |                   |                         |           |
| Источник: ProCyclingStats |                   |                         |           |
| Генеральная классификация |                   |                         |           |
| Гонщик | Гонщик            | Команда                 | Время     |
| 1-й | Тилен Финкшт      | Adria Mobil             | 3ч 03' 57 |
| 2-й | Мартин Вольтр     | Pierre Baguette Cycling | + 2       |
| 3-й | Gabriele Casalini | MBH Bank Colpack Ballan | + 46      |